# Tân Hưng, Cà Mau
Tân Hưng là một xã thuộc tỉnh Cà Mau, Việt Nam.

## Địa lý
Xã Tân Hưng có vị trí địa lý:
- Phía đông giáp xã Trần Phán
- Phía tây giáp xã Hưng Mỹ và xã Lương Thế Trân
- Phía nam giáp xã Cái Nước
- Phía bắc giáp xã Lương Thế Trân.

Xã Tân Hưng có diện tích 92,41 km², dân số năm 2024 là 35.222 người, mật độ dân số đạt 381 người/km².

## Lịch sử
Cuối thế kỷ thứ XIX, xã Tân Hưng (ngày nay) thuộc làng Tân Hưng, tổng Quản Xuyên, tỉnh Hà Tiên.
Năm 1858–1945, xã Tân Hưng là sự kế thừa của làng Tân Hưng thời thực dân Pháp.
Cuối năm 1947, xã Tân Hưng thuộc huyện Ngọc Hiển mới thành lập quản lý.
Ngày 25 tháng 7 năm 1979, Hội đồng Chính phủ ban hành Quyết định 275-CP về việc chia xã Tân Hưng thành 4 xã: Tân Hưng, Thạnh Hưng, Phong Hưng, Hưng Hiệp.
Ngày 14 tháng 2 năm 1987, Hội đồng Bộ trưởng ban hành Quyết định số 33B-HĐBT về việc sáp nhập một phần xã Phong Hưng mới giải thể vào xã Tân Hưng.
Xã Tân Hưng có 3.684 hécta đất và 9.000 nhân khẩu.
Ngày 2 tháng 2 năm 1991, Ban Tổ chức – Cán bộ của Chính phủ ban hành Quyết định số 51/QĐ-TCCP về việc sáp nhập xã Thạnh Hưng vào xã Tân Hưng.
Ngày 6 tháng 11 năm 1996, Quốc hội ban hành Nghị quyết về việc chia tỉnh Minh Hải thành Bạc Liêu và tỉnh Cà Mau. Khi đó, xã Tân Hưng, huyện Cái Nước thuộc tỉnh Cà Mau.
Ngày 31 tháng 12 năm 2021, UBND tỉnh Cà Mau ban hành Quyết định số 3119/QĐ-UBND về việc công nhận đô thị Tân Hưng đạt tiêu chuẩn đô thị loại V.
Tính đến ngày 31/12/2024, xã Tân Hưng có 12 ấp: Bào Vũng, Cái Giếng, Cái Rô, Hợp Tác Xã, Phong Lưu, Tân Biên, Tân Bửu, Tân Hiệp, Tân Hòa, Tân Phong, Tân Thuận, Tân Trung.
Ngày 12 tháng 6 năm 2025, Quốc hội ban hành Nghị quyết số 202/2025/QH15 về việc sắp xếp đơn vị hành chính cấp tỉnh (nghị quyết có hiệu lực từ ngày 12 tháng 6 năm 2025). Theo đó, sáp nhập tỉnh Bạc Liêu vào tỉnh Cà Mau.
Ngày 16 tháng 6 năm 2025, Ủy ban Thường vụ Quốc hội ban hành Nghị quyết số 1655/NQ-UBTVQH15 về việc sắp xếp các đơn vị hành chính cấp xã của tỉnh Cà Mau năm 2025 (nghị quyết có hiệu lực từ ngày 16 tháng 6 năm 2025). Theo đó, điều chỉnh 29,6 km² diện tích tự nhiên, quy mô dân số là 11.589 người của xã Đông Hưng thuộc huyện Cái Nước; điều chỉnh 2,91 km² diện tích tự nhiên và quy mô dân số là 924 người của xã Đông Thới thuộc huyện Cái Nước và điều chỉnh 3,7 km² diện tích tự nhiên, quy mô dân số là 1.375 người của xã Hòa Mỹ thuộc huyện Cái Nước vào toàn bộ 56,2 km² diện tích tự nhiên, quy mô dân số là 21.334 người của xã Tân Hưng thuộc huyện Cái Nước.
Xã Tân Hưng có 92,41 km² diện tích tự nhiên và quy mô dân số là 35.222 người.